# Синьо-Бирдо
Си́ньо-Би́рдо (болг. Синьо бърдо) — село у Врачанській області Болгарії. Входить до складу общини Роман.

## Населення
За даними перепису населення 2011 року у селі проживали 457 осіб, з них 38 осіб (97,4%) — болгари.
Розподіл населення за віком у 2011 році:
Динаміка населення: